# Бендернайм
Бендерна́йм (фр. Bindernheim) — коммуна на северо-востоке Франции в регионе Гранд-Эст (бывший Эльзас — Шампань — Арденны — Лотарингия), департамент Нижний Рейн, округ Селеста-Эрстен, кантон Селеста. До марта 2015 года коммуна административно входила в состав упразднённого кантона Маркольсайм (округ Селеста-Эрстен).
Площадь коммуны — 6,62 км², население — 846 человек (2006) с тенденцией к росту: 978 человек (2013), плотность населения — 147,7 чел/км².

## Население
Население коммуны в 2011 году составляло 940 человек, в 2012 году — 959 человек, а в 2013-м — 978 человек.
| 1962 | 1968 | 1975 | 1982 | 1990 | 1999 | 2006 | 2008 | 2011 | 2012 | 2013 |
| ---- | ---- | ---- | ---- | ---- | ---- | ---- | ---- | ---- | ---- | ---- |
| 684  | 708  | 720  | 707  | 690  | 750  | 846  | 874  | 940  | 959  | 978  |

Динамика населения:

## Экономика
В 2010 году из 615 человек трудоспособного возраста (от 15 до 64 лет) 494 были экономически активными, 121 — неактивными (показатель активности 80,3 %, в 1999 году — 73,9 %). Из 494 активных трудоспособных жителей работали 466 человек (263 мужчины и 203 женщины), 28 числились безработными (9 мужчин и 19 женщин). Среди 121 трудоспособных неактивных граждан 51 были учениками либо студентами, 42 — пенсионерами, а ещё 28 — были неактивны в силу других причин.

## Достопримечательности (фотогалерея)

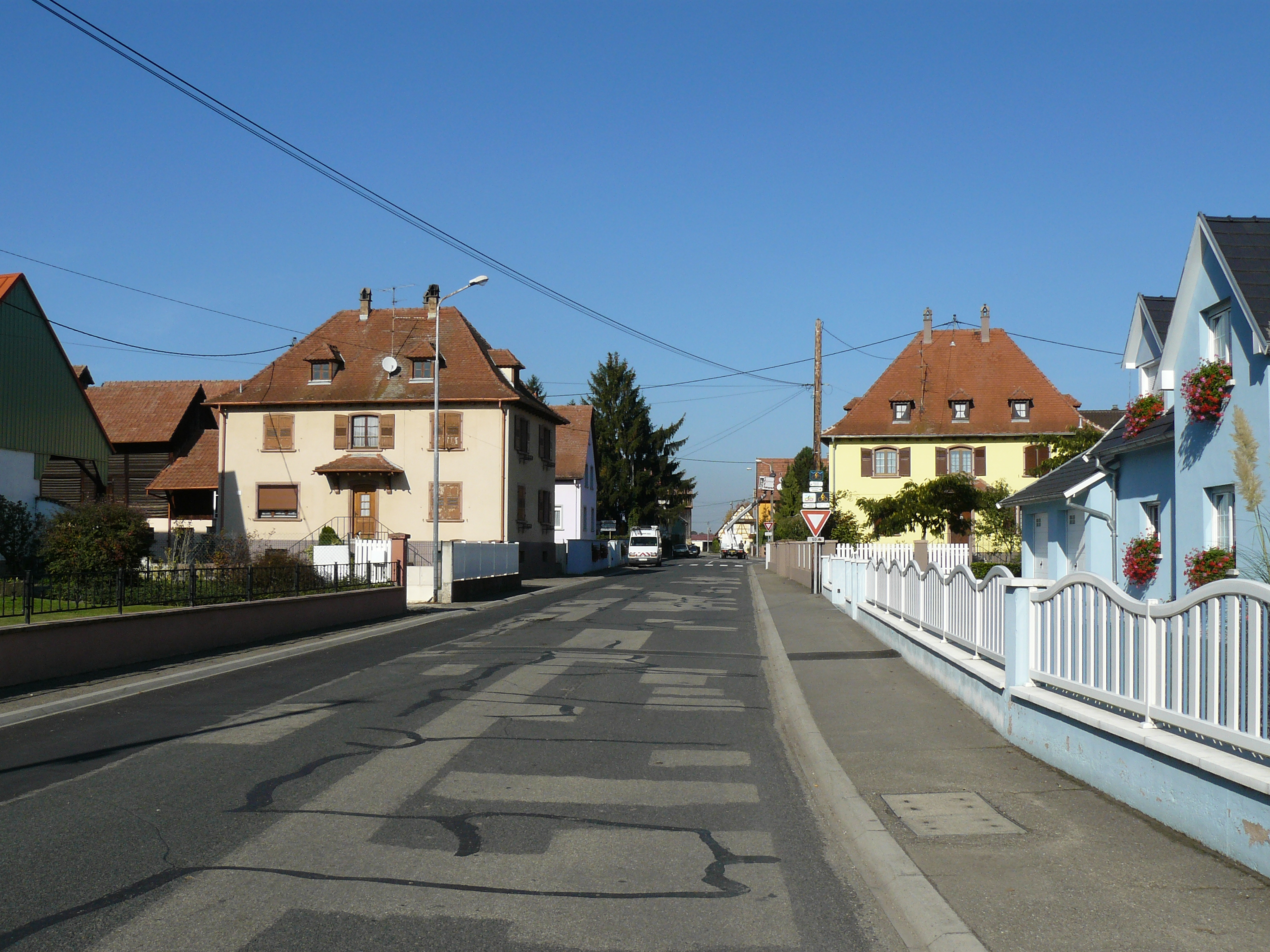
На улице
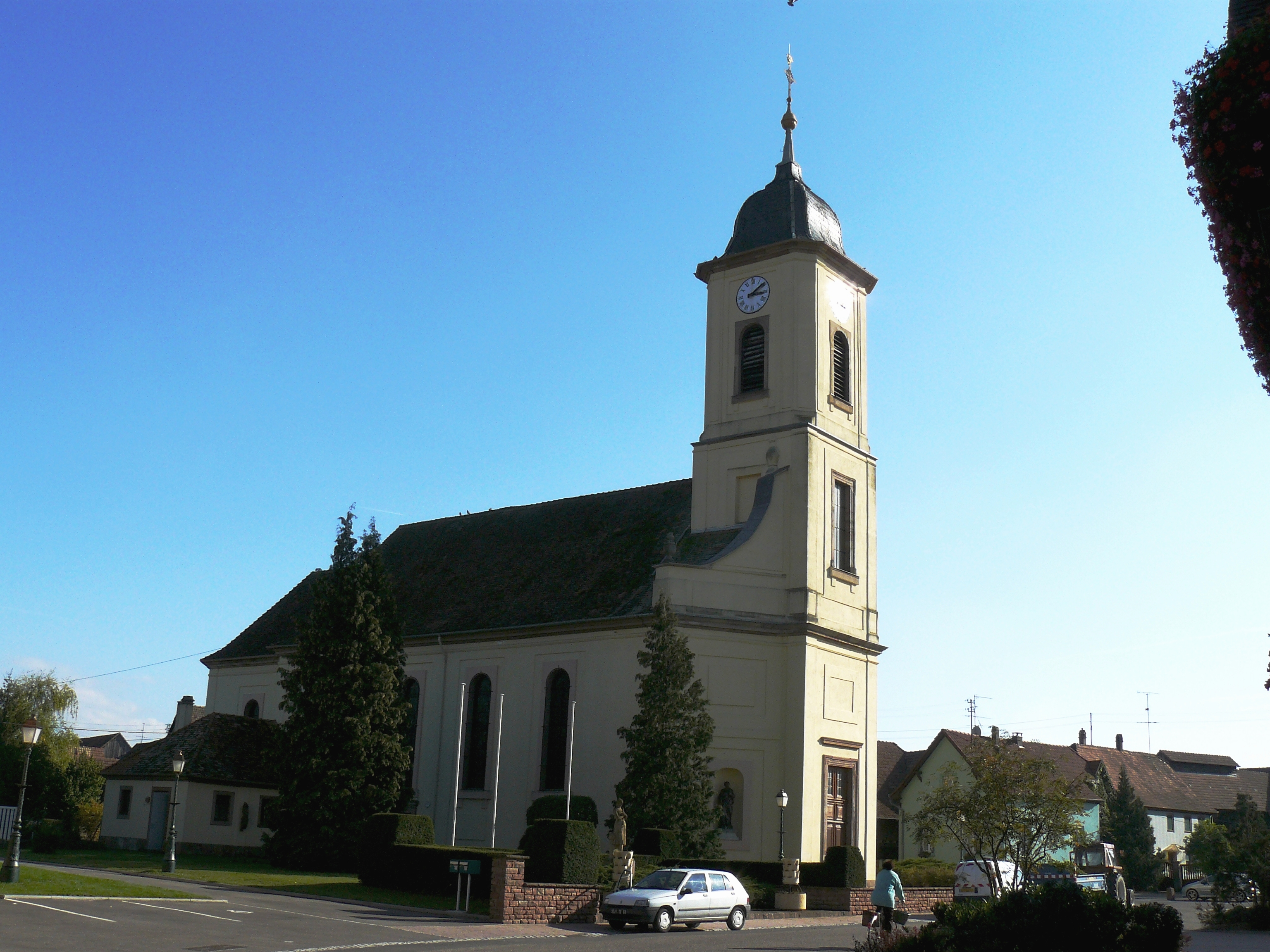
Католическая церковь
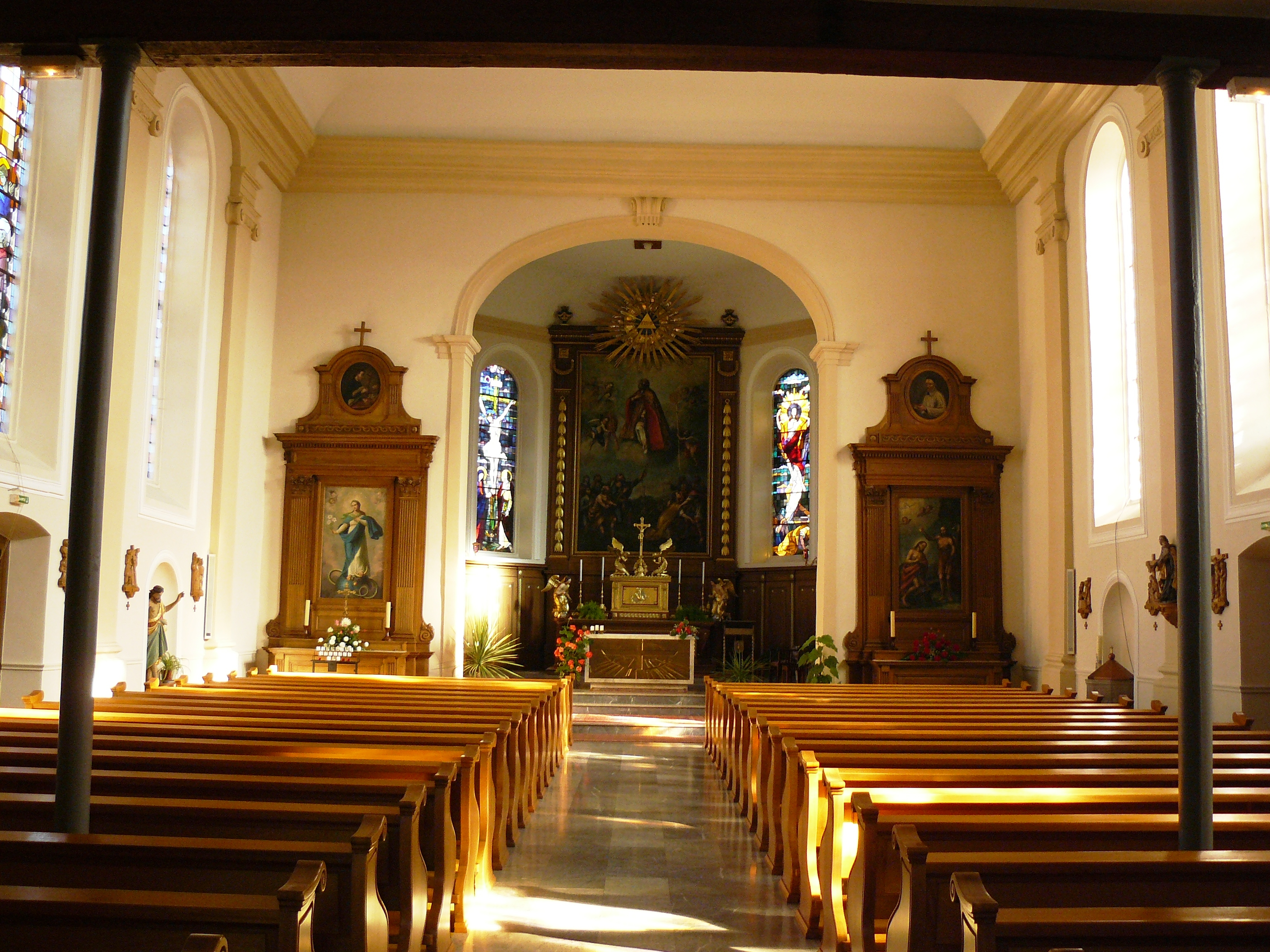
Интерьер
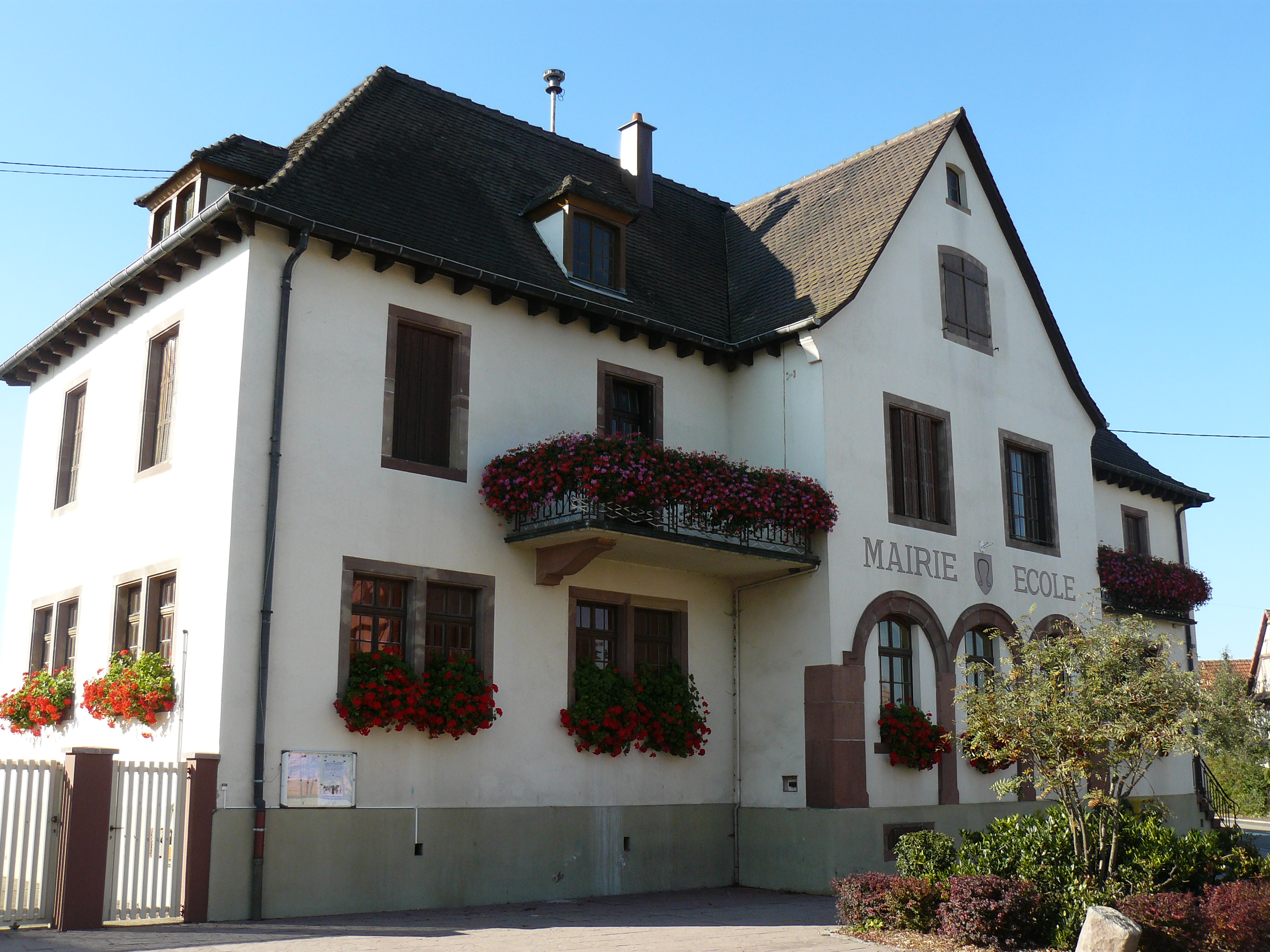
Здание мэрии-школы
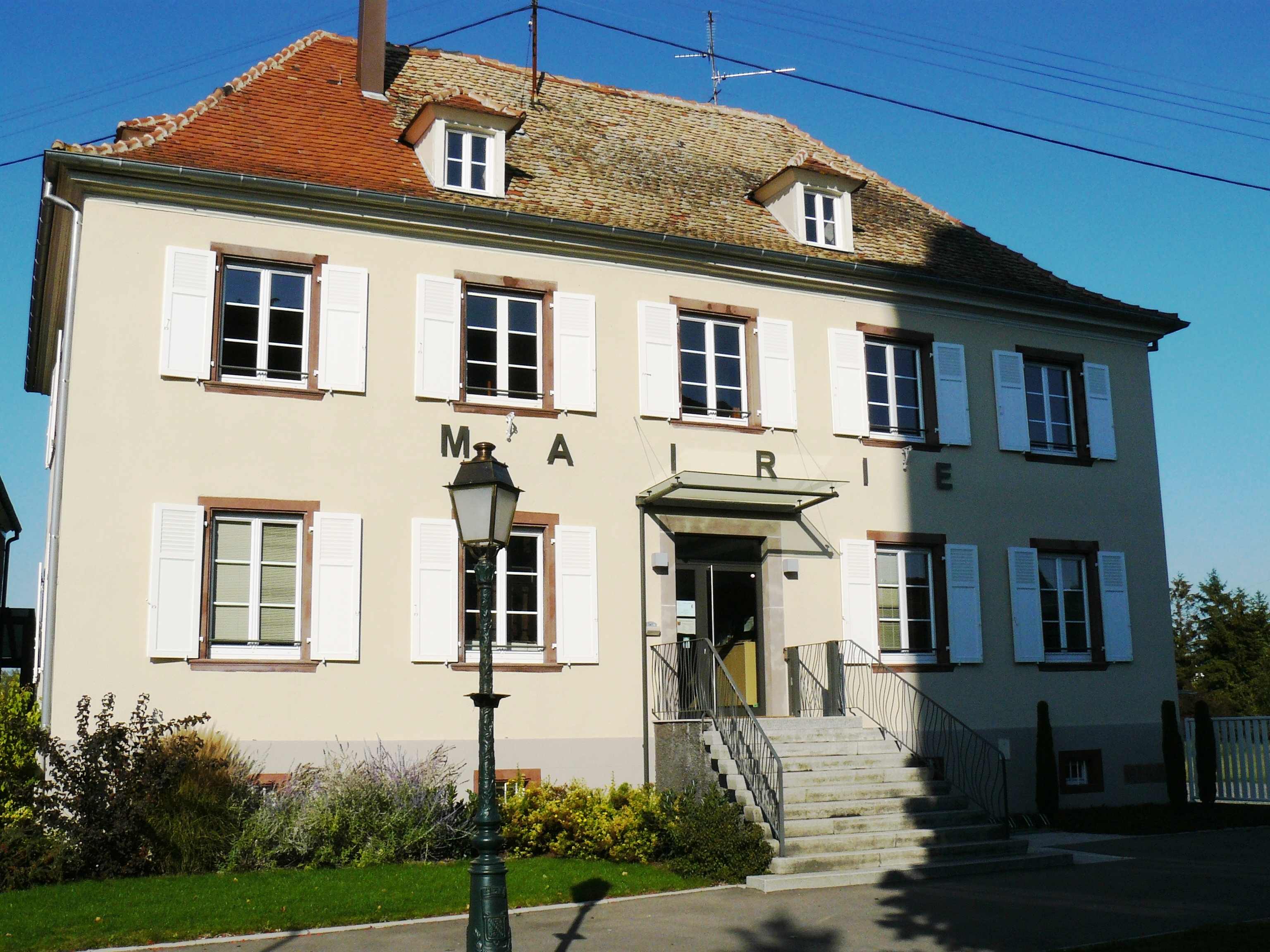
Здание мэрии